# Prefettura di Kanagawa
La prefettura di Kanagawa è una prefettura giapponese con più di 9 000 000 di abitanti, con capoluogo a Yokohama(横浜). È situata all'estremità sud-occidentale della regione di Kantō, sull'isola di Honshū. L'origine del nome risale a Kanagawa-juku, una fiorente stazione di posta della strada Tōkaidō, nel quartiere Kanagawa di Yokohama.
È la seconda prefettura per popolazione dopo Tokyo e la terza per densità demografica dopo Tōkyō e Ōsaka. Inoltre è la quarta prefettura per numero di nascite, dopo Tōkyō, Ōsaka e Aichi. In questa prefettura si trova il quartier generale della 7ª flotta degli Stati Uniti.

## Aspetti generali
La prefettura di Kanagawa è situata nella zona sud-occidentale della regione di Kantō e copre l'intera area dell'antica provincia di Sagami e parte della superficie della provincia di Musashi. Al censimento del 1º settembre 2010 la prefettura constava di 9 029 996 abitanti, pari al 6,9% della popolazione nazionale, per una superficie di 2415,84 km² corrispondenti allo 0,6% dell'intera superficie giapponese.
La prefettura raccoglie 33 municipalità suddivise in 19 città, 13 paesi e 1 villaggio. Le grandi città sono Yokohama, Kawasaki e Sagamihara a cui si somma una città di media grandezza, Yokosuka, e altre cinque città con più di 200 000 abitanti: Odawara, Yamato, Hiratsuka, Atsugi e Chigasaki.
Le città di Yokohama e Kawasaki, situate nella zona orientale della prefettura, sono densamente popolate e contraddistinte da un'avanzata industria manifatturiera che si lega a quella della capitale in una lunga fascia industriale antistante la baia di Tokyo. La parte occidentale della prefettura è invece contraddistinta da lussureggianti aree montuose che collegano Hakone a Odawara in un susseguirsi di alture intervallate da fiumi. La parte centrale della prefettura è pianeggiante e occupata dalle città di Sagamihara ed Ebina, dove si può osservare un fenomeno di addensamento urbano e industriale. A sud-est, a partire da Chigasaki e Fujisawa, varie città si susseguono lungo la costa come Kamakura antica sede del bakufu, fino a Yokosuka, porto militare fin dal periodo Meiji, e Miura che sorge sull'omonima penisola.
Questa zona attorno all'antica provincia di Sagami fu da sempre un'area prospera grazie ai fiumi che vi scorrono e allo sbocco sul mare, mentre la parziale provincia di Musashi che corrisponde alle attuali Yokohama e Kawasaki era costituita da piccoli villaggi di pescatori che si addensavano sulla baia di Tōkyō o lungo il vecchio Tōkaidō. Antichi reperti hanno rivelato la presenza di insediamenti di origine Goguryeo nelle vicinanze dell'attuale Hiratsuka.
Dal periodo Heian le attività della classe militare si intensificarono fino a sfociare nella fondazione del bakufu di Kamakura che diede inizio all'omonimo periodo.
Durante l'epoca Sengoku la città di Odawara dove aveva sede il quartier generale del clan Hōjō conobbe un periodo di ricchezza e lustro, mentre il periodo Edo vide un enorme sviluppo dell'area presso la baia di Tōkyō, incentivato dalla realizzazione della grande via di traffico del Tōkaidō. Inoltre la zona fu suddivisa in vari domini di nobili fedeli al governo e gli han che si svilupparono dalla seconda metà del periodo Edo ebbero un'importanza sostanziale nonostante le loro dimensioni limitate. Infine, il bakumatsu vide l'apertura del porto di Yokohama che divenne il centro commerciale della baia di Tōkyō durante il successivo periodo Meiji.
La grossa fascia industriale tra Yokohama e Tōkyō, che si sviluppò prima e dopo la seconda guerra mondiale, attirò per anni numerosi lavoratori, facendo aumentare notevolmente la popolazione della prefettura fino allo stato attuale. Nonostante la prefettura sia riuscita a contenere i danni causati da un'alta densità nelle città, il problema dell'abbandono delle campagne a favore delle zone urbane è ancora ben presente.

## Geografia fisica
La prefettura di Kanagawa occupa l'estremità sud-occidentale della pianura del Kantō e misura 78 km lungo l'asse est-ovest e 60 km da nord a sud. Occupa la totalità dell'antica provincia di Sagami e le contee di Kuraki, Tachibana e Tsutsuki della vecchia provincia di Musashi. A ovest confina con la prefettura di Yamanashi attraverso i monti Tanzawa e con la prefettura di Shizuoka tramite i monti Hakone. A est è bagnata dalla baia di Tōkyō, ma è collegata alla prefettura di Chiba tramite la Aqua-Line. A sud è bagnata dalla baia di Sagami e si allunga nell'Oceano Pacifico con la penisola di Miura. A nord-est il fiume Tama separa la città di Kawasaki da Tōkyō, mentre a sud lungo il suo corso tocca le città di Sagamihara e Yamato.
Nel 2003 la superficie della prefettura era composta per il 39,2% da foreste e pianure, per il 26,5% da zone residenziali, per l'8,8% da aree coltivate, per il 7,9% da vie di transito e per il 3,8% da superfici d'acqua.
Le cime più alte sono Hirugatake (1673 m), Hinokiboramaru (1601 m) e Ōmuroyama (1588 m). Il fiume più lungo è il Sagami (55,6 km), seguito dal Sakai (52,1 km) e il Nakatsu (32,8 km). Il lago più vasto è lo Ashinoko (7,1 km²), seguito dal Miyagaseko (4,6 km²) e il Sagamiko (3,3 km²).

## Storia

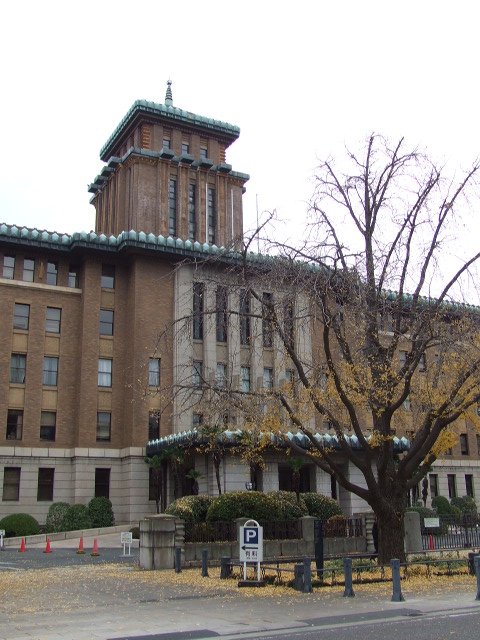
Il palazzo della prefettura di Kanagawa.

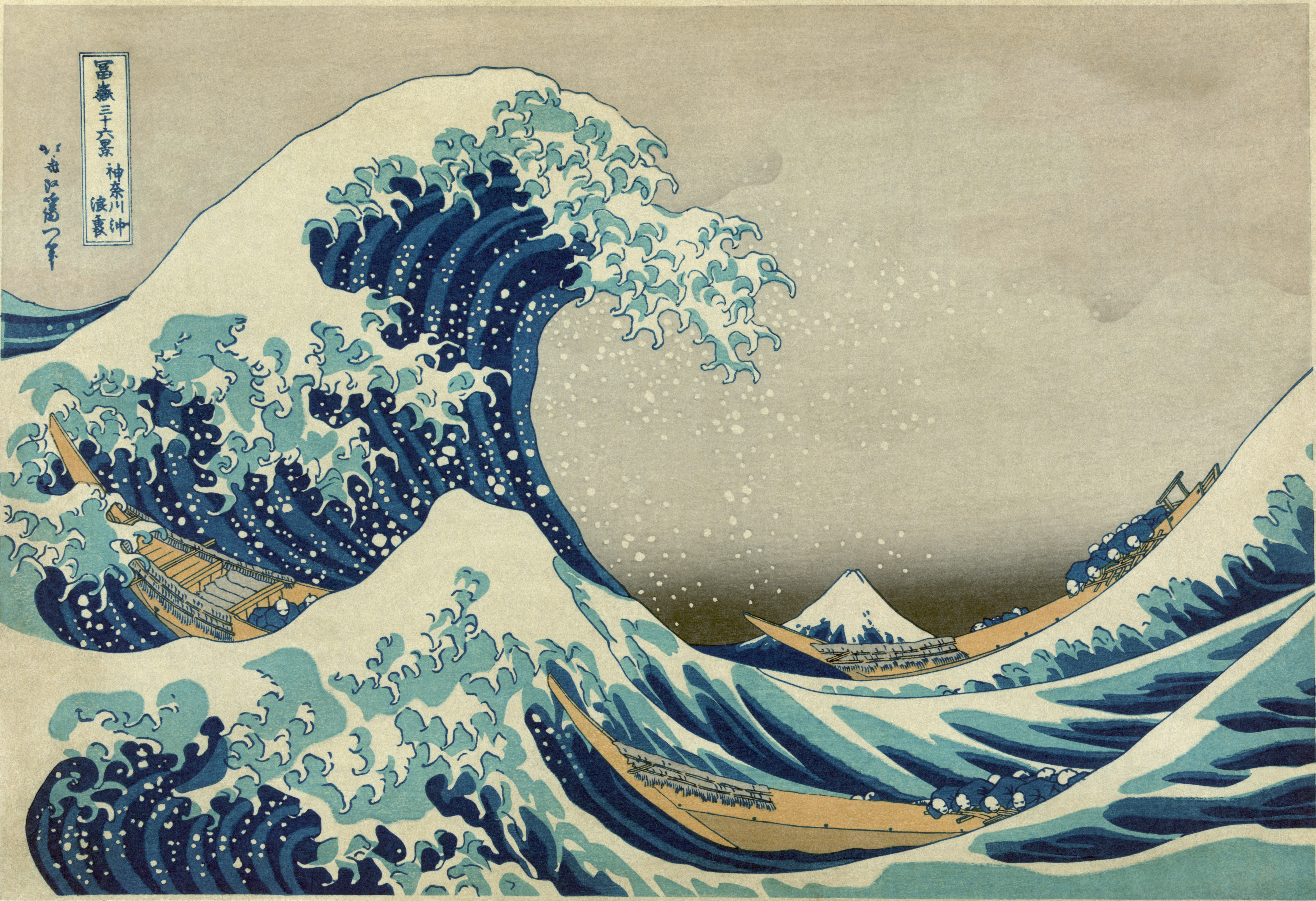
La grande onda di Kanagawa
Kanagawa oki nami ura
Katsushika Hokusai, c. 1829–32

Gran parte della prefettura appartiene alla provincia di Sagami e parte a quella di Musashi nell'antico Giappone.
Nel periodo medievale i clan dei samurai ottennero la supremazia militare e stabilirono il governo a Kamakura.
Nell'età moderna la parte occidentale della provincia di Sagami venne governata da un signorotto feudale con un castello a Odawara mentre la parte orientale venne governata direttamente dallo Shogunato Tokugawa a Edo, l'attuale Tokyo.
Sotto la pressione straniera il Giappone venne aperto il porto di Yokohama al commercio nel 1859 e la città poté quindi diventare moderna e prosperosa.
Nel 1923 l'area urbana che include Yokohama fu scossa da un forte terremoto, successivamente venne fortemente bombardata nel 1945, alla fine della seconda guerra mondiale.

## Popolazione e città

### Città
| - Atsugi - Ayase - Chigasaki - Ebina - Fujisawa - Hadano - Hiratsuka - Isehara - Kamakura - Kawasaki - Minamiashigara | - Miura - Odawara - Sagamihara - Yamato - Yokohama (capoluogo) - Yokosuka - Zama - Zushi |

## Distretti e città
- Distretto di Aikō
  - Aikawa
  - Kiyokawa
- Distretto di Ashigarashimo
  - Hakone
  - Yugawara
  - Manazuru
- Distretto di Miura
  - Hayama
- Distretto di Naka
  - Ōiso
  - Ninomiya